# Blayu
Blayu is een bestuurslaag in het regentschap Malang van de provincie Oost-Java, Indonesië. Blayu telt 6295 inwoners (volkstelling 2010).